# فارسیجان (سپیدان)
فارسیجان (سپیدان)، روستایی از توابع بخش مرکزی شهرستان سپیدان در استان فارس ایران است. روستای دیگری با همین نام در بخش ساروق از توابع شهرستان اراک، استان مرکزی وجود دارد. 

## جمعیت
این روستا در دهستان خفری قرار دارد و براساس سرشماری مرکز آمار ایران در سال ۱۳۸۵، جمعیت آن ۲۴۷ نفر (۴۴خانوار) بوده‌است.